# لانكستر (بنسلفانيا)
لانكستر (بالإنجليزية: Lancaster, Pennsylvania)‏ هي مدينة تقع في مقاطعة لانكستر (بنسلفانيا) بولاية بنسلفانيا في الولايات المتحدة. تبلغ مساحة هذه المدينة (كم²)، بلغ عدد سكانها 59322 نسمة في عام 2010 حسب إحصاء مكتب تعداد الولايات المتحدة.

## توأمة
للانكستر (بنسلفانيا) اتفاقيات توأمة مع:
- بيت شيمش

## أعلام بارزون
- جون ريا بارتون (1794 ـ 1871): جراح عظام أمريكي، اشتهر بوصفه لكسر بارتون الذي نُسب إليه.

## وصلات خارجية
- cityoflancasterpa.com
- The US50 - Cities and Towns in Pennsylvania State